# Santa Maria Madalena (Rio de Janeiro)
Santa Maria Madalena is een gemeente in de Braziliaanse deelstaat Rio de Janeiro. De gemeente telt 10.756 inwoners (schatting 2009).
De gemeente grenst aan Campos dos Goytacazes, Conceição de Macabu, São Fidélis, São Sebastião do Alto en Trajano de Moraes.